# Amukta
Amukta (en aleutià Amuux̂tax̂) és una illa petita, molt muntanyosa, que forma part de les illes Four Mountains, un subgrup de les illes Aleutianes, a l'estat d'Alaska, Estats Units, que es troba entre les illes Fox i les illes Andreanof.
Les illes més properes són Yunaska i Seguam, de la qual està separada per l'estret d'Amukta. La petita illa de Chagulak es troba al nord-est. L'illa està dominada pel mont Amukta, un volcà que s'eleva fins als 1.066 msnm. L'illa té una forma arrodonida, amb 9 quilòmetres de llarg per 8,3 quilòmetres d'ample.

## Referències

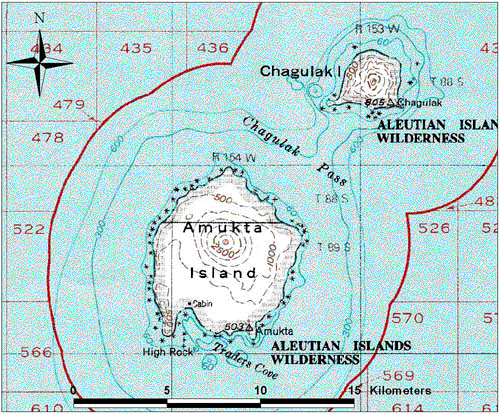
Mapa de l'illa d'Amukta

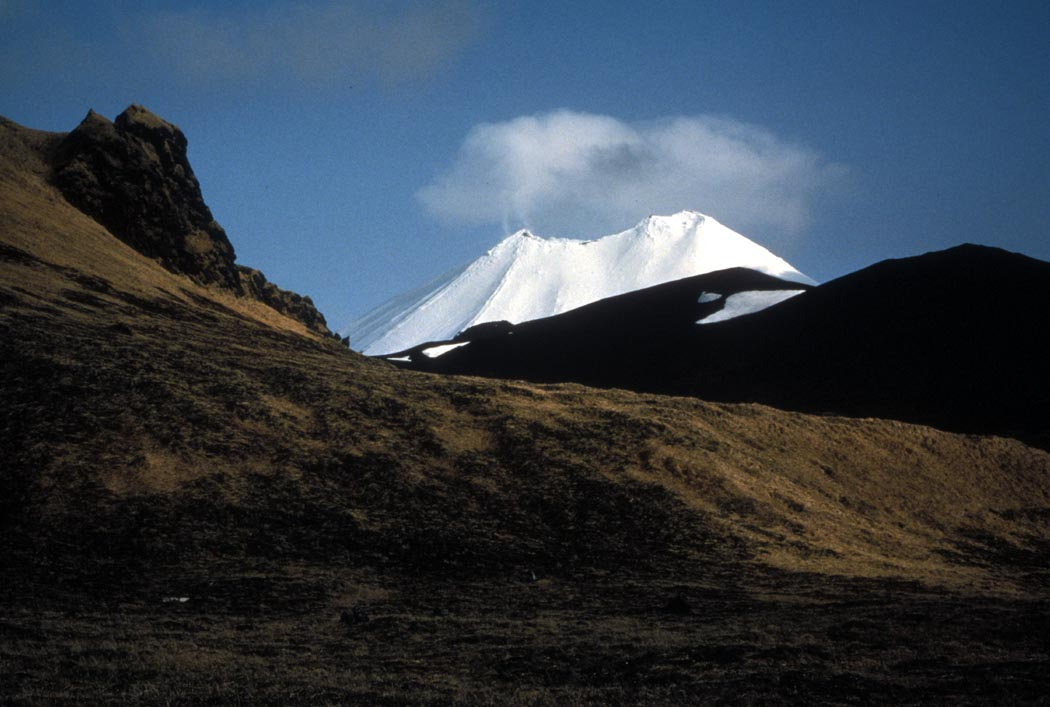
Vista del Mont Amukta